# Puszcza Grodzieńska
Puszcza Grodzieńska, Puszcza Ruska (biał. Гродзенская пушча, Hrodzienskaja puszcza; ros. Гродненская пуща, Grodnienskaja puszcza; lit. Dainavos giria; Gudų giria) – kompleks leśny na Białorusi i Litwie , (d. Molawicy),  na północny wschód od Grodna.
Puszcza Grodzieńska była miejscem walk partyzanckich podczas powstania styczniowego (1863–1864), a także działań operacyjnych Armii Krajowej od sierpnia 1944 do lutego 1945.